# Super Monaco GP
Super Monaco GP (スーパーモナコGP?) è un videogioco arcade simulatore di guida prodotto da SEGA nel 1989, seguito di Monaco GP. Il titolo è stato convertito per le console Game Gear, Sega Mega Drive e Sega Master System e in seguito per i computer Amiga, Amstrad CPC, Atari ST, Commodore 64 e ZX Spectrum. Le versioni per computer vennero sviluppate da Probe Software e pubblicate da U.S. Gold.
La rivista Computer and Video Games ha inserito Super Monaco GP nella sua lista dei migliori arcade del 1989, considerandolo superiore a Winning Run della Namco, uscito lo stesso anno.